# Ionkanaal

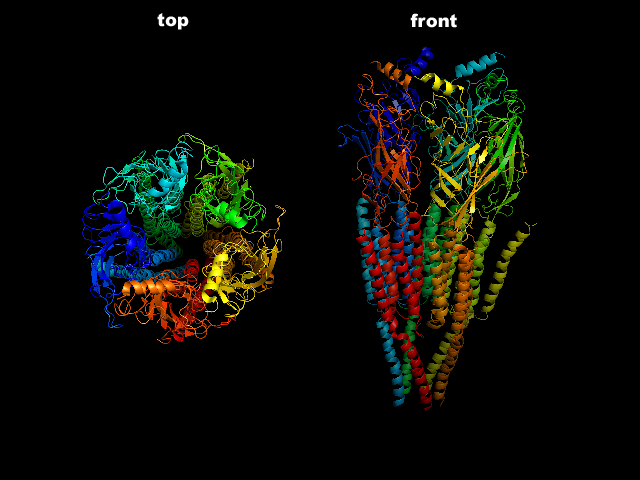
3D-structuur van een nicotinische acetylcholinereceptor, een ligandafhankelijk ionkanaal.

Een ionkanaal is een eiwit dat zorgt voor het passieve transport van ionen door het celmembraan van een cel. Het celmembraan zelf is, onder normale omstandigheden, bijna niet doorlaatbaar voor geladen of hydrofiele stoffen. Een ionkanaal onderscheidt zich van een gewone porie, doordat het afwisselend open en gesloten kan zijn. Ionkanalen reguleren de membraanpotentiaal van de cel doordat ionen via deze kanalen met hun elektrochemische gradiënt mee de cel in of uit kunnen stromen. In tegenstelling tot ionenpompen (ATPasen) kunnen ionkanalen geen ionen tegen hun elektrochemische gradiënt in transporteren.
Ionkanalen komen in alle dierlijke en plantaardige cellen voor, maar zijn in het bijzonder ontwikkeld en aanwezig
- in het zenuwstelsel, waar zij transmissie van signalen binnen de zenuwcellen mogelijk maken door voortgeleiding van actiepotentialen, en communicatie tussen cellen door middel van neurotransmitters,
- in het hart, waar zij de initiatie en verspreiding van actiepotentialen mogelijk maken en zo de samentrekking van de hartspier coördineren.

De belangrijkste en meest voorkomende ionkanalen laten de volgende ionen door: Na+, K+, Ca2+, en Cl−.

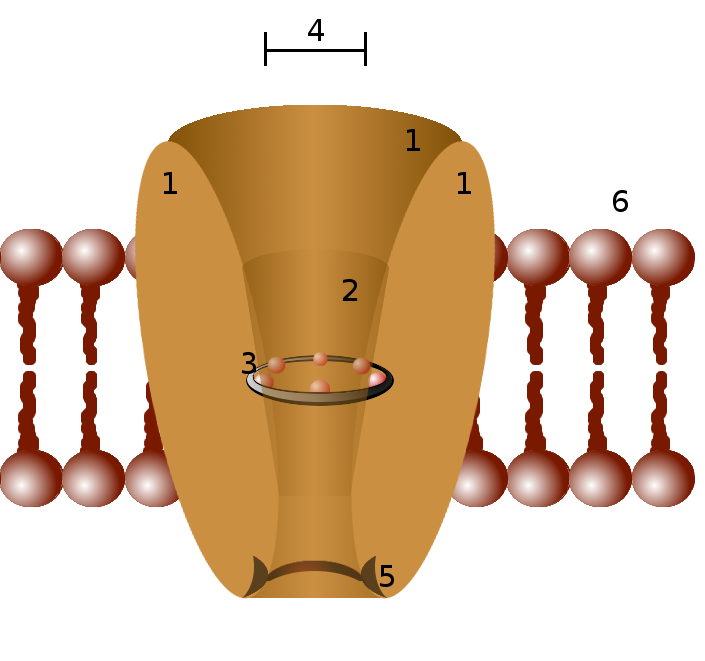
Ionkanaal. 1 - buitenkant van meestal 4 eiwitmotieven, 2 - externe gang, 3 - filter, 4 - diameter van filter, 5 - plaats waar (eventueel) fosforylering plaatsvindt 6 - celmembraan.

Structuur van KcsA kaliumkanaal(PDB: 1K4C). De twee grijze vlakken geven de koolwaterstof-grenzen van de lipide dubbellaag aan en werden berekend met het ANVIL-algoritme.

## Functies
De belangrijkste functies van het ionkanaal zijn:
1. het geleiden van ionen
2. het herkennen en selecteren van specifieke ionen
3. het reageren op elektrische, mechanische of chemische signalen door te openen of te sluiten.

### Regulering
Veel ionkanalen zijn afhankelijk van een bepaalde stimulus om te openen of sluiten:
- spanningsafhankelijke ionkanalen worden gereguleerd door veranderingen van het membraanpotentiaal
- ligandafhankelijke ionkanalen worden gereguleerd door het binden van een bepaald ligand aan het kanaal
- ionkanalen die afhankelijk zijn van een mechanische stimulus, zoals druk.

### Ionselectiviteit
Er kunnen wel 100 miljoen ionen per seconde door een ionkanaal stromen. Toch zijn ionkanalen verbazend selectief. Men denkt dat ionkanalen selectief zijn, niet alleen door zowel specifieke chemische interacties maar ook door de diameter van de porie. Als een ion door een ionkanaal heen gaat, moet het langs een filter (selectivity filter). Dit is vaak het smalste deel van het kanaal. In een natriumkanaal bijvoorbeeld past het kleine positief geladen ion precies door de negatief geladen rand van het filter. In een kaliumkanaal worden (misschien anders dan verwacht) vanwege de steviger vastgehouden waterige omhulling van de kleinere natriumionen deze juist niet doorgelaten.

## Open en dicht
Elk ionkanaal heeft ten minste één open toestand en één of twee gesloten toestanden. De overgang tussen de verschillende toestanden noemt men gating (van het Engelse gate = poort). Het gaten van ionkanalen gaat gepaard met verregaande veranderingen van de conformatie (opbouw) van het ionkanaal. Deze conformatieveranderingen kunnen plaatsvinden in een specifiek deel van het eiwit, het kanaal kan geblokkeerd worden door een blocking particle of het kan een gegeneralizeerde structurele verandering zijn (dat wil zeggen: de structuur van het gehele molecuul verandert, zie ook proteïne).
Er zijn drie functionele toestanden van een ionkanaal:
- de rusttoestand (het kanaal is gesloten, maar kan, als reactie op het juiste signaal, direct open gaan)
- de open toestand (het kanaal is open)
- de inactieve of refractaire toestand (het kanaal is gesloten - "geblokkeerd" - en kan niet of nauwelijks meer open).

### Spanningsafhankelijke ionkanalen
Spanningafhankelijke ionkanalen worden gereguleerd door verschillen in membraanpotentiaal. Dit type ionkanaal heeft een spanningssensor. Als de potentiaal voldoende verandert, beweegt de sensor om in de energetisch gunstigste positie te blijven. Deze beweging levert de energie voor de overgang van een gesloten toestand naar een open toestand (of andersom).

### Ligandafhankelijke ionkanalen
De energie die nodig is om over te gaan van de ene toestand naar de ander wordt in dit type kanalen geleverd door de energie die vrijkomt bij het binden van een transmitter aan het kanaal. Ligandafhankelijke ionkanalen kunnen in de refractaire toestand terechtkomen als ze gedurende een lange periode worden blootgesteld aan het ligand. Dit noemt men desensitisatie. Deze ionkanalen behoren tot de groep ionotrope receptoren.

### Ionkanalen die afhankelijk zijn van een mechanische stimulus
De energie die nodig is om over te gaan van de ene toestand naar de ander wordt waarschijnlijk overgebracht door het cytoskelet van de cel, of door veranderingen van de tensie (spanning) op het celmembraan.

## Ionkanaalstructuur
Alle ionkanalen hebben een integraal membraaneiwit (een eiwit dat in het membraan zit, meestal over de gehele breedte). Dit eiwit is een glycoproteïne, dat in het midden een porie heeft die het hele membraan overbrugt. De porie bestaat bij de meeste ionkanalen uit twee of meer subunits. Sommige ionkanalen hebben naast de porievormende subunits nog extra subunits die de functionele eigenschappen van het kanaal beïnvloeden.